# Чотириногі
Чотирино́гі (Tetrapoda) або наземні хребетні — клада (іноді надклас), що охоплює всіх наземних щелепних хребетних тварин. Характерними ознаками чотириногих є чотири кінцівки (крім випадків, коли ця ознака в ході еволюції зникла, наприклад, у китів або змій). Назва «Tetrapoda» походить від дав.-гр. τετράς — «чотири» і πούς — «нога».

## Еволюція

Види хребетних тварин пізнього девонського періоду, нащадки пелагічних лопатеперих риб — як-от Eusthenopteron — проявляють послідовність ступеня адаптації до наземного життя:
•Panderichthys, що мешкає на мулистому мілководді
•Tiktaalik з кінцівко-подібними плавниками, що дозволяли йому пересуватися по землі
•Найраніші чотириногі у наповнених водоростями болотах, як-от:
•Acanthostega, що мали ноги з вісьмома пальцями,
•Ichthyostega з кінцівками.
Нащадки також включали пелагічних лопатеперих риб, як-от Целакантоподібні.

### Девонські чотириногі
Дослідження Дженіфер Кларк показують, що найперші чотириногі тварини девонського періоду, як-от Acanthostega, були цілком водними і абсолютно непристосованими до життя на суходолі. Це суперечить ранішим поглядам, що саме риби вперше потрапили на землю — або у пошуках здобичі (подібно до сучасних мулистих стрибунів), або щоб знайти воду, коли водоймище, де вони жили, висихало, — і пізніше розвинули ноги, легені та ін.
Нині вважається, що перші чотириногі тварини еволюціонували в мілких і болотистих прісноводих середовищах, приблизно наприкінці девонського періоду, 400 мільйонів років тому. Протягом пізнього девону сухопутні рослини колонізували прісноводі водойми, створивши перші болотні екосистеми, із дедалі складнішими харчовими ланцюжками, що надавали нові можливості. Прісноводні середовища були не єдиним місцем, де можна було знайти воду з високою концентрацією органічних речовин і щільною рослинністю біля краю води. У ті часи також існували болотисті берегові лагуни та великі річкові дельти, подібні до заболочених земель, і саме там еволюціонували чотириногі тварини. Скам'янілості ранніх чотириногих було знайдено в морських відкладеннях, і оскільки скам'янілості примітивних чотириногих тварин знайдено скрізь у світі, вони мали б розповсюджуватися уздовж берегових ліній, та не могли жити винятково у прісній воді.